# Youkous
Youkous est une source d'eau située à quatre kilomètres du chef-lieu de la commune d'El Hammamet, près de Tébessa, en Algérie. La zone montagneuse, culminant à 1 300 mètres d'altitude, contient des eaux minérales baptisées Youkous et El-Hammamet.

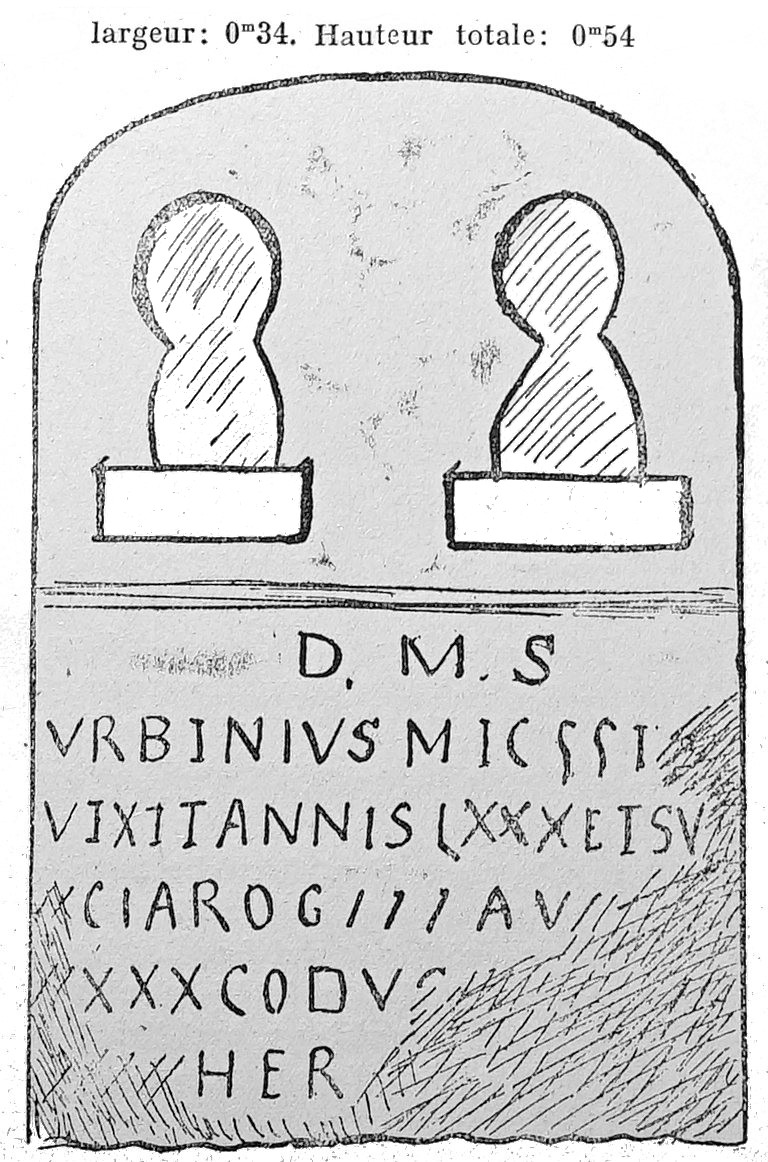
Inscription romaine découverte à Youkous